# Zadrima
A Zadrima vagy Zadrima-sík (albán Fusha e Zadrimës) természetföldrajzi értelemben síkság Albánia északnyugati részén, a Shkodrai-síkság délkeleti kistája a Drin folyó alsó szakaszánál, egyúttal történeti régió, néprajzi táj a Shkodra és Lezha városa közötti sík- és hegyvidéken.

## Földrajzi körülhatárolása
Természetföldrajzi szempontból a Zadrima a Shkodrai-síkság része, dombságokkal eltagolt déli síkjainak egyike, területe megközelítőleg 150-170 km². A hullámos síkság tengerszint feletti magassága 30-50 méter között váltakozik. Északról a Drinnek a Bunába tartó ága, a Drinasa és a Bërdicai-dombság, északnyugatról a Trushi-sík, délnyugatról a Kakarriqi-dombság, keletről pedig a Puka–Mirditai-hegyvidék határolja. A kistáj északnyugati részébe ékelődik be a Drin által kettészelt, 249 méteres Bushati-dombság. Délen a Lezha városának otthont adó hegyszoros választja el a Lezha–Tiranai-síkságtól. Az északnyugat–délkeleti irányban kb. 25 kilométerre elnyúló és délkeleti irányban elkeskenyedő sík legnagyobb kelet–nyugati szélessége mintegy 10-12 kilométer. Fő folyója a Drin alsó szakasza, valamint ennek bal oldali mellékvize, a Gjadra. Közigazgatási szempontból északi része Shkodra megyéhez tartozik. Itt, a kistáj északkeleti peremén található egyetlen városi jogállású települése, Vau i Dejës, további alközségei Hajmel és Bushat. A Zadrima déli része már Lezha megye, alközségei Blinisht, Dajç és Kallmet. A Zadrimát észak–déli irányban átszeli a Shkodrát az ország fővárosával, Tiranával összekötő SH1-es főút.

## Története és néprajzi körülhatárolása
Első írásos említése Sadrima alakban 1515-ből ismert Gjon Muzaka latin nyelvű visszaemlékezéseiből. A szláv eredetű kifejezés jelentése ’a Drinnél; Drin mente’.
A történeti-néprajzi táj kiterjedése a földrajziénál nagyobb, népesedéstörténeti okokból nem csak a Shkodra és Lezha között elterülő síkságot értik alatta, hanem a szomszédos hegyvidék alacsonyabb nyugati vonulatait is. Ennek oka az, hogy a népi Zadrima kifejezés a 15. századtól egyet jelentett a sapai püspökségnek a hegyvidékre is kiterjedő területével. A régebbi irodalomban gyakran Észak-Albánia teljes partvidéki síkságára, a Shkodrai-síkség déli részére és a Lezha–Tiranai-síkságra is Zadrima néven utaltak.
A 14. század közepén a vidék még Koja Zaharia birtoka volt, a század végén azonban Lekë Dukagjini tette rá a kezét, és ezt követően Zadrima a Dukagjinik hatalmi központjának része volt. A korábban ritkán benépesült terület magasabban fekvő részeit az északra elterülő Dukagjin vidékének római katolikus törzsei először téli szálláshelyükül kezdték használni, hamarosan azonban állandó településeiket is kialakították. A síksági rész azonban, mocsaras terület lévén, csak a 19. században települt be az oszmán hatóságok bátorítására, lecsapolták és művelésbe fogták a korábban mocsaras lapályt. Bár lakói eredetileg különböző észak-albániai vidékekről származtak ide, egy egységes, a környező vidékektől elkülönülő népi kultúrát hoztak létre.
Zadrima a 20. századig döntően római katolikus területnek számított, a 19. század második felében a Sapai püspökség harmincnégy falujában mindössze 2 ezer muszlim felekezetű albán élt. A római katolikus egyház erőteljes jelenléte nem csak a Vau i Dejës-i székhelyű sapai püspökségnek volt köszönhető, hanem annak is, hogy a ferencesek kolostoruk mellett kollégiumot nyitottak Troshanban. Az évszázadok során Zadrima olyan katolikus egyházi embereket és irodalmárokat bocsátott útjára, mint Pjetër Budi, Frang Bardhi, Pjetër Zarishi és Gjergj Fishta. Becsült adatok szerint 2017-ben az egyházmegye területén élő népesség alig több, mint 50%-a római katolikus.